# Guerres d'unificació de Qin
Les Guerres d'unificació de Qin van ser una sèrie de campanyes militars dutes a terme per l'estat Qin
Qin Shi Huangdi va continuar amb la tradició d'atacar de manera tenaç i defensar els estats feudals, esquivant el famós intent d'assassinat del rei Jing Ke, en una sèrie de campanyes militars contra els altres estats: Han, el més petit dels set estats, va ser conquistat en 230 aC. El rei Wei Jia va rendir Wei a Qin en 225 aC després que el general Wang Ben desviés el riu Groc cap a Daliang, destruint la capital en una riuada,
El 228 aC va capturar al rei Youmiu de Zhao, conquerint l'estat, però el seu germanastre Jia va crear Dai dels romanents de l'estat. L'any 227 aC, amb les tropes Qin a la frontera de Yan després del col·lapse de Zhao, el príncep hereu Dan va enviar un assassí amb l'esperança d'acabar amb l'amenaça Qin però l'assassí va morir a Xianyang en l'intent a mans de Qin Shi Huangdi. Sorprès i enfurismat, el rei de Qin va demanar a Wang Jian que destruís Yan, que va aixafar l'exèrcit Yan i els reforços de Dai al riu Yi. Wang Jian i el seu fill Wang Ben van capturar la capital Ji en 226 aC i el rei Ji Xi va fugir a la península de Liaodong. Li Xin va perseguir els Yan en retirada fins al riu Yan, on va destruir la major part de l'exèrcit. Més tard, el rei Xi va ordenar l'execució del príncep hereu Dan i va enviar el cap del seu fill a Qin com a "apologia" per l'intent d'assassinat. Qin va acceptar la "disculpa" i no va atacar Yan durant els tres anys següents.
En 224 aC Wang Jian va atacar Chu amb 600.000 homes i va derrotar l'exèrcit Chu a Pingyu, ocupant les ciutats fins que en 223 aC va capturar al rei Fu Chu i acabant amb la seva independència. L'any 222 aC, Liaodong va caure també i Wang Ben va atacar Dai capturant Jia de Zhao en 222 aC, i des d'allà, derrotant l'últim estat xinès independent, l'estat de Qi l'any 221 aC. Llavors, en aquell mateix any, a l'edat de 38 anys, el rei de Qin es va proclamar com el primer emperador de la Xina. va assolir el control de tota la Xina. Els territoris annexionats per Qin van esdevenir la pàtria de la nació xinesa i van formar la base de la dinastia Qin.